# 貞山健源
貞山 健源（さだやま たけもと、1954年11月2日 - ）は大分県出身の元プロ野球選手（投手）。

## 来歴・人物
大分県立別府鶴見丘高等学校では、高校3年生のとき、コントロールとタフさを買われて投手に転向。
1972年夏の高校野球選手権大会大分県予選では2回戦で大分商に敗れたが奪三振11を奪って注目されていた。
速球とカーブを武器とした。
同年のドラフト会議で太平洋クラブライオンズに8位指名され入団。
一軍公式戦出場のないまま、1974年限りで自由契約となり引退した。

## 詳細情報

### 年度別投手成績
- 一軍公式戦出場なし

### 背番号
- 57 （1973年）
- 62 （1974年）